# トランスター
トランスター（Transtar, Inc.）は、アメリカ合衆国のUSスチールの子会社である。1988年に設立され、USスチールが所有する鉄道等の運輸企業を集約したものである。

## 解説
トランスターは、下記の企業から成り立っている。
| 企業名                                                                               | 元の所有者                                           | 買収年 | 備考                                                     |
| ------------------------------------------------------------------------------------ | ---------------------------------------------------- | ------ | -------------------------------------------------------- |
| バーミングハム・サザン鉄道 （Birmingham Southern Railroad）                          | USスチール                                           | 1988   |                                                          |
| デルレイ・コネクティング鉄道 （Delray Connecting Railroad）                          | ナショナル・スチール （National Steel Corporation）  | 2003   | 2005年までUSスチールが直接所有                           |
| エルジン・ジョリエット・アンド・イースタン鉄道 （Elgin, Joliet and Eastern Railway） | USスチール                                           | 1988   | 2009年1月、カナディアン・ナショナル鉄道に売却            |
| フェアフィールド・サザン （Fairfield Southern Company）                              | USスチール                                           | 1988   | バーミングハム・サザン鉄道の子会社                       |
| レーク・ターミナル鉄道 （Lake Terminal Railroad）                                    | USスチール                                           | 1988   |                                                          |
| マッキースポート・コネクティング鉄道 （McKeesport Connecting Railroad）              | USスチール                                           | 1988   |                                                          |
| モバイル・リバー・ターミナル （Mobile River Terminal Company）                       | USスチール                                           | 1988   | ウォリア・アンド・ガルフ・ナビゲーションの子会社         |
| テキサス・アンド・ノーザン鉄道 （Texas and Northern Railway）                        | ローン・スター・スチール （Lone Star Steel Company） | 2007   |                                                          |
| ユニオン鉄道 （Union Railroad）                                                      | USスチール                                           | 1988   |                                                          |
| ウォリア・アンド・ガルフ・ナビゲーション （Warrior and Gulf Navigation Company）     | USスチール                                           | 1988   |                                                          |
| ベッセマー・アンド・レーク・エリー鉄道 （Bessemer and Lake Erie Railroad）           | USスチール                                           | 1988   | 2001年、グレート・レークス・トランスポーテーションに売却 |
| ダルース・ミセーベ・アンド・アイアン・レンジ鉄道                                     | USスチール                                           | 1988   | 2001年、グレート・レークス・トランスポーテーションに売却 |
| ピッツバーグ・アンド・コニオート・ドック （Pittsburgh & Conneaut Dock Company）      | USスチール                                           | 1988   | 2001年、グレート・レークス・トランスポーテーションに売却 |
| グレート・レークス・フリート （Great Lakes Fleet, Inc.）                             | USスチール                                           | 1988   | 2001年、グレート・レークス・トランスポーテーションに売却 |